# Henry Gerecke
Henry Fred Gerecke (2. srpna 1893, Gordonville, Missouri, USA – 11. října 1961, Chester, Illinois) byl americký luterský kazatel, misionář a vězeňský a vojenský kaplan.
Roku 1926 byl ordinován do služby duchovního Luterské církve Missourské synody. Roku 1943 začal sloužit v americké armádě jako kaplan. Během Norimberského procesu byl povolán, aby sloužil jako kaplan těm obžalovaným, kteří preferovali protestantského duchovního (katolíkům sloužil Sixtus O'Connor). Roku 1946 se vrátil do USA, kde sloužil v armádě do roku 1950.